# Nephrotoma dorsalis
Nephrotoma dorsalis är en tvåvingeart som först beskrevs av Fabricius 1781.  Nephrotoma dorsalis ingår i släktet Nephrotoma och familjen storharkrankar. Arten är reproducerande i Sverige. Inga underarter finns listade i Catalogue of Life.